# Оппель, Владимир Андреевич
Влади́мир Андре́евич О́ппель (11 (23) декабря 1872, Санкт-Петербург, Российская империя — 7 октября 1932, Ленинград, СССР) — российский хирург, доктор медицины (1899), профессор (1908), действительный статский советник, председатель XX-го Всесоюзного съезда хирургов (1928), основатель хирургической научной школы, один из основоположников сосудистой, эндокринной, военно-полевой хирургии в Союзе ССР. 
Владимир Андреевич является основоположником учения об этапном лечении раненых, необходимости приближения активной хирургической помощи раненым к полю боя, специализации военно-полевых госпиталей.

## Биография

### Происхождение и образование
Владимир Андреевич Оппель родился 11 (23) декабря 1872 года в Санкт-Петербурге в семье известного пианиста и композитора, председателя Русского музыкального общества Андрея Алексеевича Оппеля (1843—1888), сына статского советника Алексея Христофоровича Оппеля (1808—1864) и внука действительного статского советника, доктора медицины, главного врача Московского императорского воспитательного дома, писателя Христофора Фёдоровича Оппеля (1768—1835). Мать, Варвара Леонидовна (1854—1913), — внучка генерал-лейтенанта, академика А. И. Михайловского-Данилевского (1789—1848) и дочь его сына Леонида Александровича Михайловского-Данилевского. Юный Владимир учился в Третьей Петербургской классической гимназии, первые годы обучения давались ему тяжело: он достаточно часто подвергался наказаниям, вплоть до карцера, успеваемость тоже была посредственной. Однако в последних классах стала проявляться одарённость Оппеля, и в 1891 году он окончил гимназию с серебряной медалью, что позволило ему в том же году поступить в Императорскую военно-медицинскую академию, куда принимали по конкурсу медалей. На решение стать врачом оказал влияние пример прадеда — Христофора Фёдоровича Оппеля, немца по происхождению, поступившего на русскую военную службу, затем закончившего Императорскую Медико-хирургическую академию и ставшего доктором медицины. Обучаясь в академии, В. А. Оппель увлекался анатомией и хирургией, он регулярно посещал клинику профессора В. А. Ратимова. В годы обучения в академии на формирование В. А. Оппеля как будущего выдающегося врача и учёного оказали такие известные профессора, как И. П. Павлов, П. М. Альбицкий, К. Н. Виноградов, М. В. Яновский, В. М. Бехтерев, М. С. Субботин, И. И. Насилов. У него были и музыкальные способности, которые он унаследовал от отца: В. А. Оппель обладал хорошими вокальными данными, играл на фортепиано, сам сочинял музыку и даже всерьёз задумывался о карьере композитора, однако сделал выбор в пользу медицины.

### Начало карьеры
После окончания в 1896 году Военно-медицинской академии с поощрительной именной денежной премией Пальцева, вручавшейся третьему по успехам слушателю выпускного курса, В. А. Оппель получил диплом лекаря с отличием и по конкурсу был оставлен в академии адъюнктом при госпитальной хирургической клинике профессора В. А. Ратимова. В 1899 году он успешно защитил докторскую диссертацию на тему «Лимфангиомы», в которой представил чёткую классификацию лимфангиом, изложил оригинальную концепцию их патогенеза и предложил методы их лечения. В этот же период времени он выполнил работы о ранениях внутренней ярёмной вены и о переломах тазового кольца. После защиты диссертации Оппель был направлен в двухгодичную научную командировку в Европу, где познакомился с ведущими европейскими специалистами в области медицины, изучая последние достижения медицинской науки и практики. Он посещал лекции Эрнста Бергманна в Берлине, Иоганна Микулича в Бреславле и Теодора Кохера в Берне; прошёл курсы операций на ухе, курсы операций на брюшной полости на собаках, курсы бактериологии; занимался патологической анатомией, проходил курсы цистоскопии и катетеризации у Макса Нитце. Оппель трудился у Рудольфа Вирхова в больнице Шаритэ в Берлине над экспериментальной работой «Инородные тела в сердце» и в Институте Пастера в Париже у И. И. Мечникова, изучая влияние наркоза на иммунитет и разрабатывая тему «Экспериментальный перитонит». В Париже Оппель посещал лекции Теодора Тюффье и Жана Гюйона, в Лозанне посещал клинику Цезаря Ру.

### До Октябрьской революции
После возвращения в Россию в 1902 году В. А. Оппель некоторое время продолжал работу в госпитальной хирургической клинике Военно-медицинской академии, которой к тому времени после смерти В. А. Ратимова руководил приват-доцент Р. Р. Вреден, но в этом же году он в звании приват-доцента занимает должность старшего ассистента кафедры клинической хирургии, возглавляемой С. П. Фёдоровым. Оппель проработал в этой клинике шесть лет и опубликовал за это время 20 научных работ. Во время Русско-японской войны 1904—1905 годов он, помимо хирургической и научной работы, руководил курсами по подготовке сестёр милосердия, читал им лекции и проводил практические занятия. В отпускное время в эти годы Оппель бесплатно оперировал крестьян и вёл амбулаторный приём в имении своей матери в Пензенской губернии, где она построила для него небольшую больницу. В 1908 году после смерти профессора М. С. Субботина В. А. Оппель был избран профессором и заведующим кафедрой хирургической патологии и терапии, которая в 1917 году была переименована в кафедру общей хирургии, со сравнительно небольшой хирургической клиникой (на 40 коек), в которой он организовал разнообразные научные исследования: разрабатывал вопросы коллатерального или редуцированного кровообращения, спонтанной гангрены, обезболивания при операциях. Во время Первой мировой войны Оппель месяцами работал хирургом-консультантом и хирургом фронта в действующей армии на различных фронтах: в августе 1914 года В. А. Оппель в качестве хирурга-консультанта от Главного управления Российского общества Красного Креста в числе многих других преподавателей Военно-медицинской академии отправился сначала на Северо-Западный, а затем в ноябре — декабре 1914 года на Кавказский фронт, где заведовал медицинской частью Красного Креста. В течение лета 1915 года работал хирургом-консультантом на Юго-Западном фронте, где при крушении автомобиля получил сотрясение головного мозга; а в 1916 году возглавил Управление санитарной частью Северного фронта и, поддерживая тесную связь с Главным управлением Российского общества Красного Креста, организовывал медицинские отряды Общества Красного Креста, оказывал большую консультативную помощь в их работе, формировал отчёты о состоянии санитарного дела на фронте, проводил врачебные совещания. Помимо руководящей работы В. А. Оппель серьёзно занимался лечением раненых: в периоды их массового поступления он в течение многих часов работал у операционного стола. Так, в июле 1916 года в госпитале под Ригой Оппель только за одну неделю выполнил 325 операций.

### После Октябрьской революции
После Февральской революции В. А. Оппель 2 марта 1917 года был избран исполняющим обязанности начальника (временным президентом) Военно-медицинской академии и занимал эту должность в течение 4 месяцев до 13 июня 1917 года, после чего вновь отправился на фронт в Прибалтику в качестве начальника санитарной части Северного фронта, где после Октябрьской революции содействовал сохранению организованной медицинской помощи раненым. Возвратился в Петроград в декабре 1917 года, вернулся на работу в Военно-медицинскую академию. В 1918 году возглавил академическую хирургическую клинику. Оппель принимал участие в организации хирургической помощи раненым красноармейцам, формируя летучие отряды из числа сотрудников Военно-медицинской академии, а в 1920 году выезжал на Южный фронт с группой хирургов. В том же 1920 году Оппель удостаивается Революционным военным советом за сочинение «Борьба с отморожениями в полевых войсках» первой премии по анонимному конкурсу.

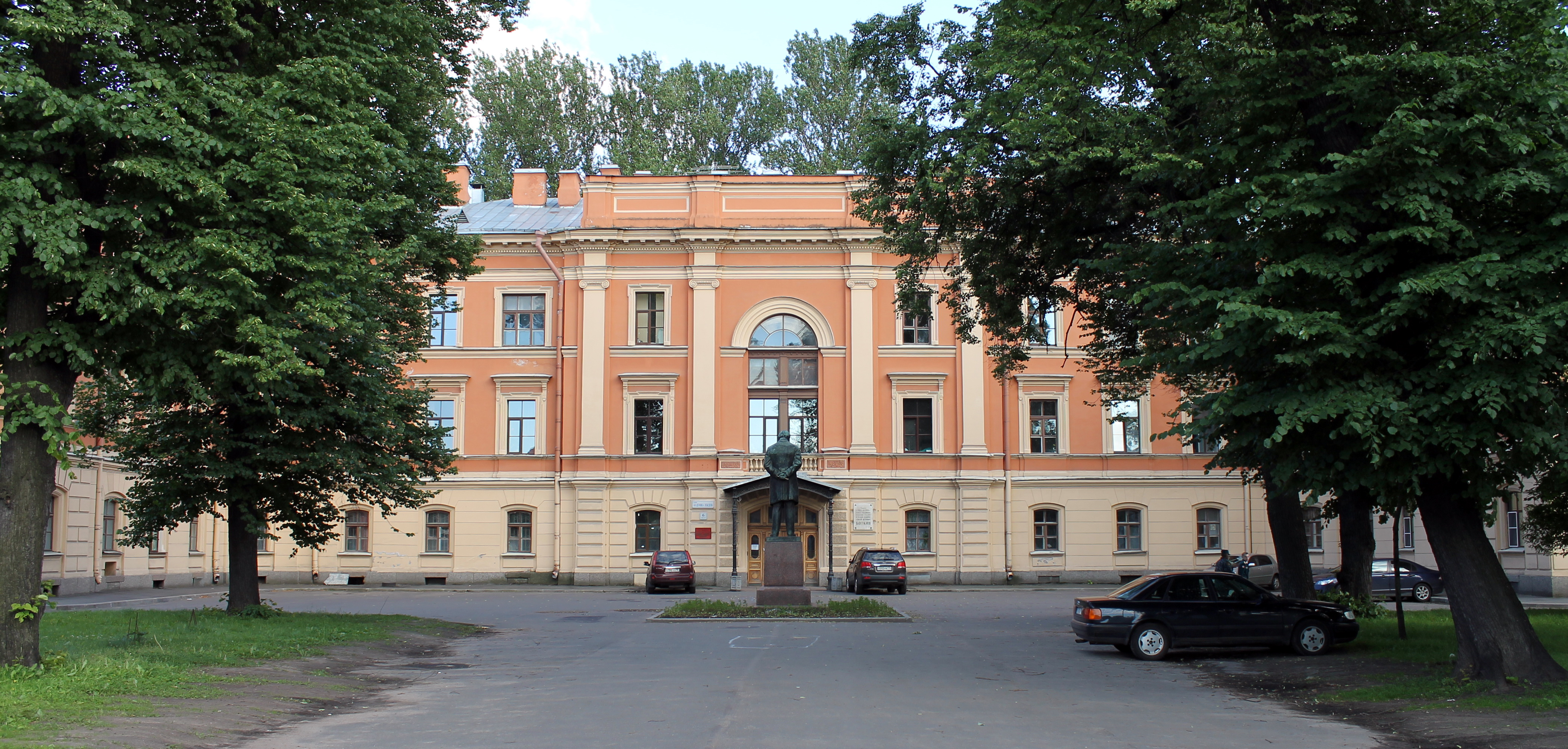
Здание Клиники военно-полевой хирургии Военно-медицинской академии

С 1919 по 1927 год В. А. Оппель по совместительству стоял во главе хирургического отделения Радиорентгенологического института. С 1922 по 1924 год осуществлял руководство восстановлением и реконструкцией больницы им. И. И. Мечникова (в настоящее время — больница Петра Великого), а с марта 1927 по октябрь 1929 года был директором этой больницы. В этот период создал в больнице им. И. И. Мечникова крупное хирургическое отделение, где выполнялось до 2 тысяч операций в год, одновременно организовав на его базе в 1927 году 2-ю хирургическую кафедру Ленинградского Государственного института для усовершенствования врачей. В феврале 1928 года Оппель был утверждён заведующим кафедрой факультетской хирургии Государственного института медицинских знаний. В 1931 году одновременно возглавил основанную им первую в СССР самостоятельную кафедру военно-полевой хирургии в Военно-медицинской академии, которой руководил до своей кончины.
В 1930 году Оппель тяжело заболел: появились приступообразные боли в левой лобно-височной области, левосторонний экзофтальм, периодические обильные носовые кровотечения. Обследовавший его профессор В. И. Воячек связывал эти симптомы с хроническим гайморитом, которым Оппель страдал с 1901 года, и настоял на оперативном вмешательстве. В декабре 1930 года профессором Н. Н. Петровым выполнен кюретаж левой верхнечелюстной пазухи. Гистологическое исследование удалённых тканей выявило наличие клеток папилломатозного рака, в связи с чем была также проведена лучевая терапия, после окончания которой симптомы заболевания исчезли, а В. А. Оппель вернулся к хирургической практике. Однако уже весной 1931 года вновь появились интенсивные головные боли и выраженный левосторонний экзофтальм. В октябре 1931 года профессор Н. Н. Петров выполнил хирургическую операцию в объёме радикального удаления верхней челюсти и энуклеации левого глазного яблока, на которую Оппель согласился, лишь убедившись в возможности продолжать оперировать с одним глазом после нескольких месяцев тренировок, во время которых он завязывал левый глаз повязкой. Операция, во время которой на верхней стенке верхнечелюстной пазухи была обнаружена крупная раковая опухоль, завершилась благополучно, и вскоре после окончания лечения В. А. Оппель с протезом верхней челюсти получил возможность читать лекции студентам и врачам, оперировать, принимать участие в заседаниях хирургического общества. Однако в 1932 году после возвращения болевого синдрома был диагностирован рецидив рака; выполненная по этому поводу третья по счёту операция не смогла избавить Оппеля от вернувшихся жалоб. В сентябре 1932 года его здоровье заметно пошатнулось: появились ознобы, повышение температуры тела. Оппель сам диагностировал у себя абсцесс головного мозга, и 5 октября невропатологом М. И. Аствацатуровым этот диагноз был подтверждён. Абсцесс располагался у турецкого седла. На следующий день Н. Н. Петровым было выполнено вскрытие этого абсцесса, однако через 12 часов после операции 7 октября 1932 года на шестидесятом году жизни В. А. Оппель умер, не приходя в сознание. При аутопсии был установлен посмертный диагноз: «Хронический лептоменингит основания черепа. Острый гнойный менингит базальной поверхности варолиева моста». Похоронен на Академической площадке Богословского кладбища в Ленинграде.

## Вклад в медицинскую науку
В. А. Оппель является автором 240 печатных научных работ, в том числе 13 учебников и наставлений, 10 монографий, опубликованных на русском и иностранных языках. Круг его научных интересов был чрезвычайно обширен. Особое внимание он уделял проблемам организации хирургической помощи во время военных действий, травматологии, нарушения кровообращения, хирургической эндокринологии, урологии. В книге «Организационные вопросы передового хирургического пояса действующей армии» (1917) В. А. Оппель предложил систему этапного лечения раненых на войне. В. А. Оппель предложил несколько новых оригинальных хирургических операций, он одним из первых в России произвёл резекцию шейного отдела пищевода по поводу раковой опухоли, предложил модификацию резекции поджелудочной железы, фиксации печени при её опущении.

### В сосудистую хирургию
В период с 1909 по 1911 год В. А. Оппель вместе со своими учениками разработал теорию «редуцированного кровообращения», заключавшуюся в том, что «отсасывающее» влияние вен ухудшало деятельность коллатеральных артерий при таких сосудистых заболеваниях, как облитерирующий эндартериит и артериальный тромбоз. Было установлено, что даже при хорошей функции коллатералей может развиваться ишемическая гангрена, что В. А. Оппель объяснял явлением венозного дренажа: если при развитии непроходимости магистральной артерии сопутствующая вена продолжает нормально функционировать, то поступающая из коллатеральных артерий кровь может уходить в венозную систему, не достигнув удалённых артерий конечности. Считалось, что при затруднённом артериальном притоке полезно создавать задержку венозной крови. Им предложено использование для оптимизации кровообращения перевязки одноимённой вены при лигировании крупной артерии. По этой теме в его клинике проведено большое количество различных опытов и собрано множество клинических наблюдений, было подготовлено 9 докторских диссертаций, а по результатам работы в 1911 году издана монография «Коллатеральное кровообращение», за которую Оппель удостоился избрания почётным членом Королевского медико-хирургического общества Англии в 1913 году. В. А. Оппель предложил выполнять левостороннюю эпинефрэктомию при самопроизвольной гангрене. Широкую известность получила его монография «Самопроизвольная гангрена» (1923).

### В хирургическую эндокринологию
Научные исследования Оппеля способствовали развитию эндокринологии. В 1924 году, одновременно и независимо от Harris, В. А. Оппель впервые описал симптомокомплекс гиперинсулинизма. Он предложил производить одностороннюю паратиреоидэктомию при анкилозирующем спондилоартрите, частичную резекцию поджелудочной железы при гипергликемии, имплантировать костные фрагменты при тетании и спазмофилии. В 1926 году Оппель опубликовал монографию «Эндокринологические хирургические наблюдения», в которой он изложил свои взгляды и клинический опыт в патологии щитовидной железы, надпочечников и половых желёз. В 1927 году вышла в свет следующая работа Оппеля «Клиника изменений функций эпителиальных телец», где рассмотрены вопросы гиперфункции и гипофункции паращитовидных желёз, патогенеза спазмофилии, скрытой тетании, анкилозирующего спондилоартрита, ложных суставов. Его перу также принадлежит книга «Лекции по клинической хирургии и клинической эндокринологии» в двух томах (1929, 1931), в которой автор попытался пересмотреть все разделы хирургической патологии с позиций эндокринных изменений.

### В военно-полевую хирургию
Основываясь на своём опыте лечения раненых, полученном во время Первой мировой и Гражданской войн, В. А. Оппель опубликовал более 40 работ по военно-полевой хирургии, в которых осветил вопросы лечения раненых и организации хирургической помощи в войсках и тылу. За годы Первой мировой войны были напечатаны такие его основополагающие труды, как «Основания сортировки раненых с лечебной точки зрения» (Военно-медицинский журнал, 1915), «Большая хирургия в передовом лечебном поясе действующей армии» («Русский врач», 1916), «Организация хирургической помощи в дальнем и ближнем тылу действующей армии» («Русский врач», 1916), «Хирургическая тактика» («Известия Западного фронта», 1917). В своей работе «Организационные вопросы передового хирургического пояса действующей армии» (1917) Оппель произвёл обобщение итогов лечения раненых в годы войны.
Уже в годы Первой мировой войны он старался внедрить систему этапного лечения раненых, доказывая необходимость тесной взаимосвязи эвакуации раненых с соответствующим лечением, а также настаивал на необходимости своевременных операций при ранениях в живот в своём споре со сторонниками консервативной тактики при этих ранениях. В своём обширном труде «Организационные вопросы передового хирургического пояса действующей армии» Оппель следующим образом раскрывал сущность системы этапного лечения: 

 «Раненый получает такое хирургическое пособие, тогда и там, где и когда в таком пособии обнаружена необходимость. Раненый эвакуируется на такое расстояние от линии боя, какое наиболее выгодно для здоровья. Лечение раненых, связанное с эвакуацией, я назвал „этапным лечением“».
Оппель предложил создавать в лечебных учреждениях резервы хирургического персонала, который при возникновении необходимости можно передислоцировать в места острой потребности в хирургах. Воплощая в жизнь свои идеи о специализации военных госпиталей в пределах армий и фронтов, в 1916 году он организовал своеобразный коллектор в Двинске, в который входили госпитали для раненых в живот, для раненых в голову, для раненых в грудь, для раненых с повреждением крупных суставов и костей. Важность работ Оппеля для развития военно-полевой хирургии подтверждается и тем, что некоторые из них издавались даже после его смерти, среди которых особое место занимает книга «Очерки хирургии войны», две части которой были изданы в 1940 году. В названии этой книги Оппель умышленно отказался от термина «военно-полевая хирургия», объяснив это тем, что полевая хирургия является лишь составной частью всей хирургии войны. В этом труде Оппель заявил о необходимости наличия в действующей армии двух типов госпиталей: полевых подвижных госпиталей, сопровождающих наступающие войска, и сравнительно неподвижных госпиталей, составляющих «хирургическую базу», необходимых для лечения тяжелораненых и их временной госпитализации. Большое число оригинальных идей по вопросам организации медицинской помощи раненым, высказанных в работах В. А. Оппеля, впоследствии были учтены и реализованы на практике военно-медицинской службой Красной Армии.

### В историю медицины
Достаточно часто в своих трудах В. А. Оппель обращался к истории отечественной хирургии. В своей капитальной работе «История русской хирургии», опубликованной в 1923 году и основанной на фундаментальной источниковой базе с использованием большого объёма литературного материала, он проводит глубокое ретроспективное исследование достижений и заслуг отечественных хирургов, внёсших особенно весомый вклад в развитие медицины. Оппель подчёркивал самобытность российской хирургии и опровергал утверждения отдельных историков медицины, гиперболизировавших роль иностранных врачей в развитии отечественной хирургии. К числу наиболее выдающихся хирургов прошлых лет, заслуживающих особого внимания за свои научные достижения, Оппель относил Амбруаза Паре, И. В. Буяльского, Н. И. Пирогова, Луиса Фарабефа, Жака Лисфранка. В историческом развитии отечественной хирургии Оппель обоснованно выделял два периода: «до Пирогова» и «после Пирогова», тем самым подчёркивая особую роль наследия Н. И. Пирогова в области клинической медицины.

## Хирургическая школа
В. А. Оппелем была создана большая хирургическая научная школа. Его учениками являются многие известные учёные, в числе которых можно назвать следующих: М. Н. Ахутин, С. И. Банайтис, С. С. Гирголав, П. С. Иконников, И. А. Клюсс, М. С. Лисицын, С. Р. Миротворцев, В. М. Назаров, П. Н. Напалков, Н. Н. Петров, В. И. Попов, Н. Н. Самарин.

Николай Николаевич Петров

## Общественная деятельность
В. А. Оппель был президентом Военно-медицинской академии (1917), председателем хирургического общества имени Н. И. Пирогова (Ленинград), почётным членом Русского хирургического общества (Москва), хирургического общества имени Н. Г. Чернышевского в Саратове и хирургических обществ других городов Советского Союза, почётным членом Королевского медико-хирургического общества Англии (1913), членом обществ физиологов, патологов, урологов и эндокринологов. В 1926 году В. А. Оппель организовал ленинградское отделение Российского эндокринологического общества и оставался его председателем до конца своей жизни. Оппель был членом редакционных коллегий нескольких медицинских журналов («Вестник хирургии и пограничных областей», «Новая хирургия», «Вестник эндокринологии», «Врачебное дело», «Врачебная газета»), входил в состав редакционного отдела по хирургии 1-го издания Большой медицинской энциклопедии. Доказательством признания заслуг В. А. Оппеля перед отечественной хирургией является его избрание председателем XX-го Всесоюзного съезда хирургов, проходившего в 1928 году.

## Семья

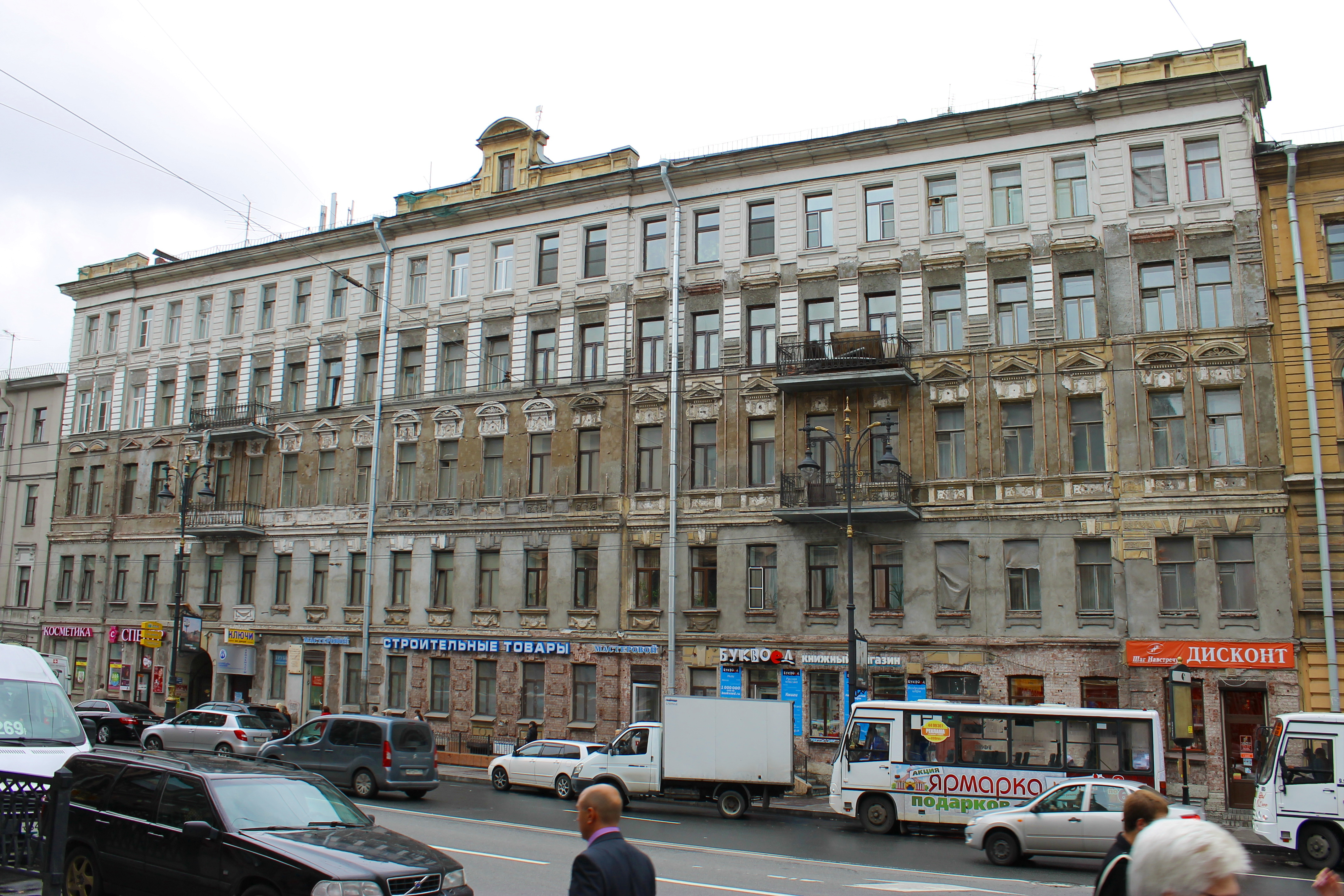
Дом по адресу ул. Кирочная, 23, в котором проживал В. А. Оппель

В. А. Оппель был женат на Елене Сергеевне Ольхиной (31.10.1874 - 07.03.1937), дочь члена совета министра финансов, члена совета Императорского Алесандровского лицея, тайного советника, сенатора С. А. Ольхина. В их семье было трое детей (сын и две дочери):
- Владимир Владимирович Оппель (1900—1962). Родился в Берлине в 1900 году, где в это время находился в заграничной командировке В. А. Оппель со своей женой. Как и отец, В. В. Оппель посвятил свою жизнь медицине: ещё подростком Владимир ушёл в качестве санитара-добровольца на Первую мировую войну, а окончив Военно-медицинскую академию, занимался биохимией. В 1942 году, будучи профессором кафедры биологической химии Военно-медицинской академии, эвакуированной в Самарканд, был арестован по ложному доносу по обвинению в шпионаже в пользу Германии (сыграли роль немецкая фамилия и место рождения — город Берлин) приговорён к высшей мере наказания, которая впоследствии была заменена 10 годами исправительно-трудовых лагерей. В 1952 году вернулся в Ленинград, где в последующем работал на кафедре физиологии военного труда и в ожоговом центре Военно-медицинской академии. Реабилитирован в 1954 году[3][12][37][38].
- Варвара Владимировна Оппель (1902—1975) — известный ленинградский логопед, кандидат педагогических наук. В тяжёлые предвоенные и военные годы смогла сохранить кабинет и дневники своего отца. Занимала должность главного логопеда Ленинграда[12].
- Елена Владимировна Оппель (1904—1971)[12].

## Адреса в Санкт-Петербурге
- Улица Чайковского, д. 63 (1898—1905)[39]

## Память

Семейное захоронение на Богословском кладбище Санкт-Петербурга

- На могиле В. А. Оппеля на Богословском кладбище Санкт-Петербурга установлен его бюст, выполненный скульптором Л. В. Шервудом[4]. В 1990-е годы был утрачен[40]. Отреставрированный памятник из полиэфирной смолы работы петербургского скульптора Алексея Еремина торжественно открыт 11 октября 2021 года[41]. Рядом с могилами В. А. Оппеля и Е. С. Оппель находятся могилы их детей: В. В. Оппеля (1900—1962), В. В. Оппель (1902—1975), Е. В. Оппель (1904—1971).
- На здании Военно-медицинской академии в Санкт-Петербурге по адресу Большой Сампсониевский проезд, 5, где работал В. А. Оппель, в 1955 году установлена мраморная мемориальная доска с текстом: «Здесь работал и основал клинику Военно-полевой хирургии профессор Владимир Андреевич Оппель с 1908 по 1932 г.»[42]
- На доме в Санкт-Петербурге по адресу улица Кирочная, 23, в котором жил В. А. Оппель, в 1950 году установлена мраморная мемориальная доска с текстом: «В этом доме жил профессор-хирург Владимир Андреевич Оппель. Родился 11 декабря 1872 г. Скончался 7 октября 1932 г.»[12][43].
- На кафедре военно-полевой хирургии Военно-медицинской академии им. С. М. Кирова создан мемориальный кабинет — музей В. А. Оппеля[1][17].
- Головной мозг и сердце В. А. Оппеля хранятся в 13-м павильоне больницы Петра Великого[8][34].
- В 2003 году, в ознаменование заслуг В. А. Оппеля в развитии хирургии, мемориальная доска и портрет учёного установлены в вестибюле главного здания Санкт-Петербургской медицинской академии последипломного образования[3].

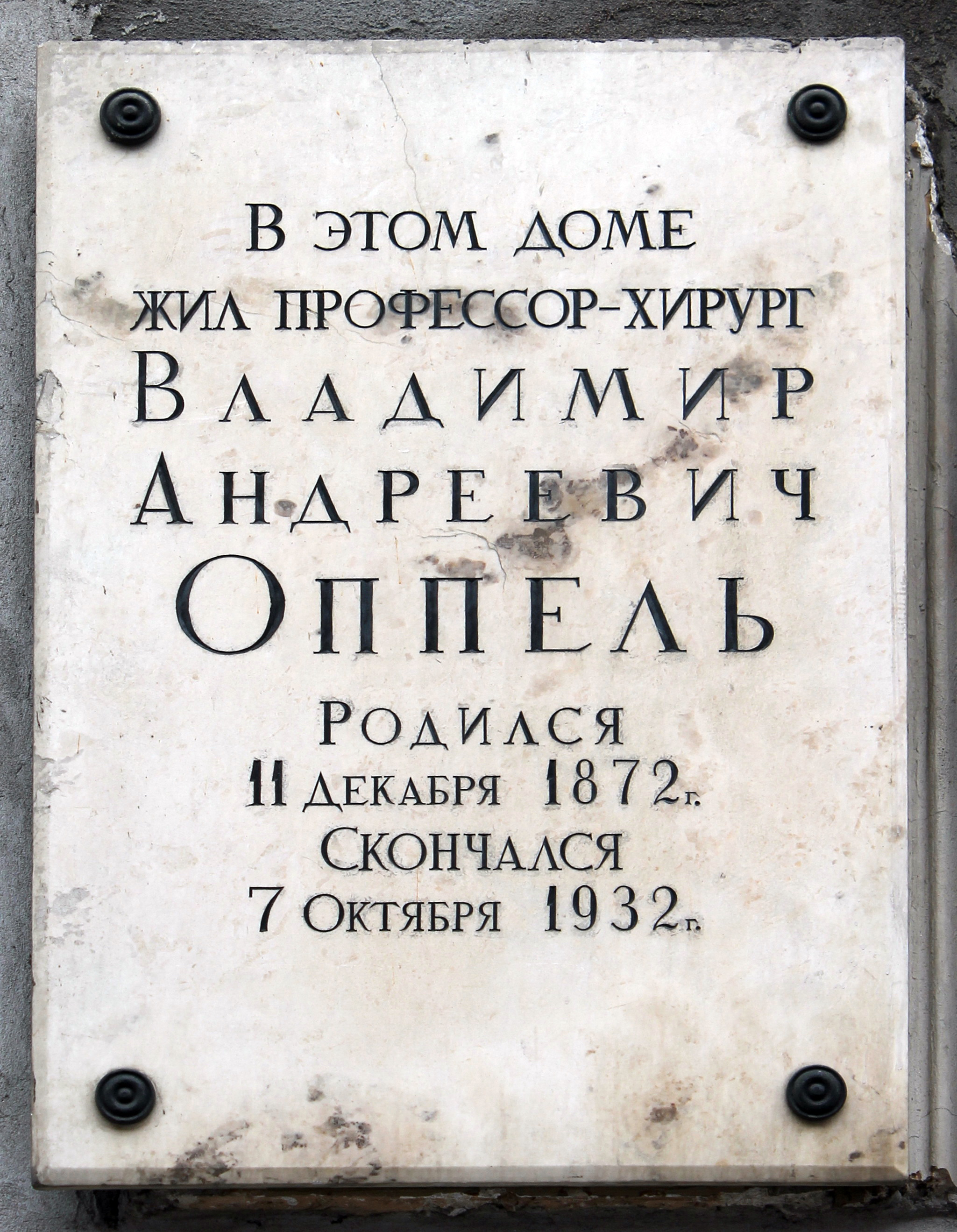
Мемориальная доска на доме В. А. Оппеля в Санкт-Петербурге по адресу ул. Кирочная, 23
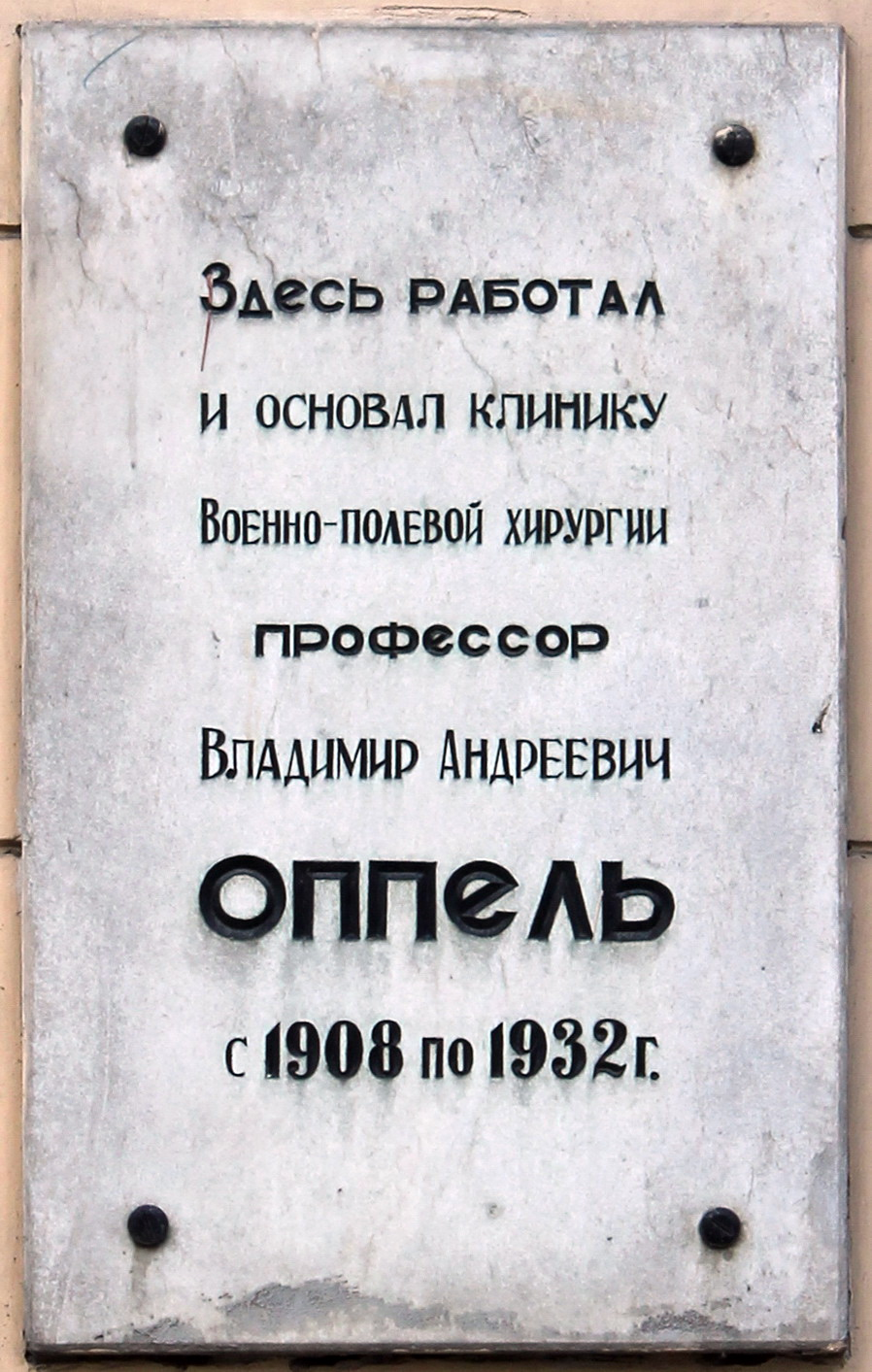
Мемориальная доска на здании клиники военно-полевой хирургии ВМА

## Медицинские термины, в которых присутствует имя В. А. Оппеля
- Артродез по Оппелю — Лортиуару — артродез голеностопного сустава посредством снятия хрящевой ткани с таранной кости и с сочленяющихся с ней суставных поверхностей костей голени
- Гастропексия по Оппелю — хирургическая операция, заключающаяся в подшивании передней стенки опущенного желудка к нижнему краю левой доли печени; в случае существенного расширения желудка дополнительно производится гастроэнтеростомия
- Диабет Оппеля (малый хирургический диабет Оппеля) — состояние, сопровождающееся ацидозом у больных с хирургическими заболеваниями при вынужденном голодании после операции и у истощённых больных
- Доступ Оппеля:

1. доступ к надпочечнику, идентичный доступу Гирголава
2. доступ к паращитовидным железам: боковой разрез проводится по переднему краю грудино-ключично-сосцевидной мышцы от угла нижней челюсти до грудино-ключичного сочленения

- Метод Оппеля:

1. метод лечения облитерирующего эндартериита, заключающийся в удалении надпочечников (эпинефрэктомии)
2. метод лечения облитерирующего эндартериита, заключающийся в перевязке подколенной вены с целью создания застоя крови и улучшения кровообращения

- Метод Оппеля — Поликарпова (способ Оппеля — Беннета) — хирургическая операция, заключающаяся в ушивании перфоративной язвы желудка или двенадцатиперстной кишки путём закрытия перфорационного отверстия свёрнутым трубочкой лоскутом из большого сальника на ножке, который подшивается узловыми швами к стенке желудка[46][47]
- Модификация Оппеля — модификация способа Ру пластики паховых грыж: грыжевой мешок удаляется без вскрытия апоневроза наружной косой мышцы живота, ножки поверхностного пахового отверстия сшиваются П-образным швом, а образующиеся при этом складки апоневроза сшиваются узловыми швами с прошиванием подлежащих мышц и паховой связки[48]
- Операция Оппеля:

- хирургическая операция, заключающаяся в иссечении спаек в брюшной полости с последующим перемещением сальника между высвобожденными из сращений органами; первоначально была предложена для лечения перидуоденита
- хирургическая операция при наружных дуоденальных свищах, заключается в выделении свища до брюшины, перевязке его у основания, отсечении и закрытия путём зашивания с прикрыванием лоскутом сальника

- Перевязка вены по Оппелю (метод Оппеля) — перевязка магистральной вены конечности одновременно с лигированием соответствующей артерии, а также в случае её окклюзии, выполняемая с целью профилактики ишемической гангрены за счёт создания редуцированного кровообращения[45]
- Проба Оппеля — метод определения показаний к перевязке магистральной вены после лигирования магистральной артерии, основанный на оценке состояния периферического кровообращения при компрессии этой вены
- Симптом плантарной ишемии Оппеля — быстрое побледнение стопы при подъёме в положении лёжа на спине нижней конечности, разогнутой в коленном суставе до угла 45°, на 40—50 см выше уровня кровати, а также пятнистый её цианоз при последующем опускании на пол; является признаком недостаточности периферического артериального кровообращения при облитерирующем эндартериите или атеросклерозе артерий нижней конечности; имеет значение распространённость побледнения и время его появления, отслеживаемое по секундомеру: чем раньше возникает побледнение и чем сильнее оно выражено, тем сильнее нарушено кровообращение[50]
- Синдром Оппеля — отсутствие пульсации артерий на конечности в сочетании с пониженной локальной температурой и низким венозным давлением; наблюдается при прекращении кровотока в магистральной артерии и устойчивом спазме коллатеральных сосудов[51][52][53][54]
- Способ Оппеля:

- способ внебрюшинной одномоментной резекции толстой кишки: после мобилизации участка толстой кишки накладывается боковой анастомоз между её приводящей и отводящей петлями; участок кишки, поражённый опухолью, выводится из брюшной полости, резецируется, а концы кишки закрываются путём наложения кисетных швов
- способ пластики при травматической диафрагмальной грыже: печень подшивается к краям дефекта диафрагмы
- способ создания инвагинационного соустья между тонкой и толстой кишкой: циркулярный шов накладывается через все слои концов толстой и тонкой кишки, затем линия шва погружается в просвет толстой кишки на 1—1,5 см, после чего стенки кишок сшивают серозно-мышечными швами циркулярно

- Способ Оппеля — Вознесенского — способ лечения острого тромбофлебита, заключается в перевязке вены выше тромбированного сегмента и иссечении тромбированного сегмента[45]